# GMW

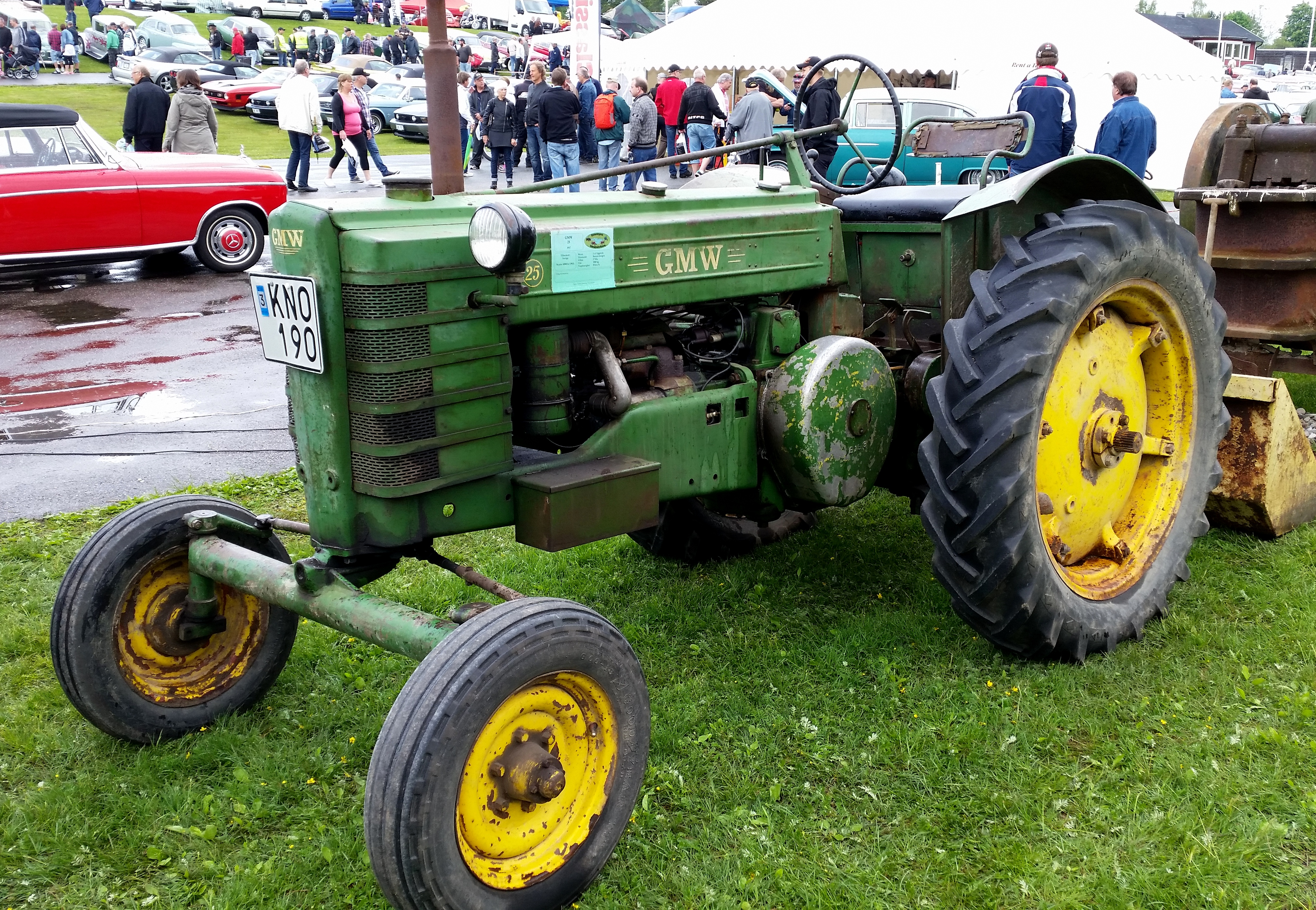
En GMW 25 från 1957

GMW (Gnosjö Mekaniska Werkstad). Älmhults Bruk AB, Älmhult tillverkade under namnet GMW mellan 1952 och 1964 tre olika traktormodeller; de John Deere-influerade tvåcylindriga fotogendrivna modellerna 25 (1955-60) i 191 exemplar och 35 (1952-59) i 108 exemplar, samt den trecylindriga dieseldrivna D 45 (1960-64) i 95 exemplar. Modellbeteckningarna anger den ungefärliga effekten i hästkrafter. GMW 45 byggdes också under åren 1962-68 i ett industrichassiutförande i 41 exemplar för konvertering till baklastare och traktorgrävare.